# 건초 (후한)
건초(建初)는 중국 후한(後漢) 장제(章帝)의 첫 번째 연호이다. 76년에서 84년 8월까지 8년 8개월 동안 사용하였다.

## 개원
건초(建初) 원년 1월 1일(76년 2월 24일)에 연호를 건초(建初)로 개원함.

## 연대대조표
| 건초                | 원년       | 2년        | 3년        | 4년        | 5년        | 6년        | 7년        | 8년        | 9년        |
| 서력                | 76년       | 77년       | 78년       | 79년       | 80년       | 81년       | 82년       | 83년       | 84년       |
| 육십간지 (六十干支) | 병자(丙子) | 정축(丁丑) | 무인(武寅) | 기묘(己卯) | 경진(庚辰) | 신사(辛巳) | 임오(壬午) | 계미(癸未) | 갑신(甲申) |

## 같이 보기
- 다른 왕조의 같은 연호
  - 성한(成漢) 건초(303년 ~ 304년)
  - 후진(後秦) 건초(386년 ~ 394년)
  - 서량(西凉) 건초(405년 ~ 417년)

- 중국의 연호